# Jack Gleeson

Jack Gleeson, född 20 maj 1992 i Cork, är en irländsk skådespelare som är främst känd för rollen som Joffrey Baratheon i HBO-serien Game of Thrones.
Vid 7 års ålder började han skådespela vid the Independent Theatre Workshop. Han hade i mindre roller i långfilmerna Batman Begins, Shrooms och A Shine of Rainbows. 2010 hade han en av de större rollerna i  Alicia Duffys All Good Children. 2012 uttryckte Gleeson att han skulle sluta som skådespelare efter att arbetet med Game of Thrones var klart.

## Filmografi
| År        | Titel                 | Roll              | Noteringar  |
| --------- | --------------------- | ----------------- | ----------- |
| 2002      | Drakarnas rike        | Barn              | Okrediterad |
| 2002      | Moving Day            | Jack              | Kortfilm    |
| 2003      | Fishtale              |                   | Kortfilm    |
| 2004      | Tom Waits Made Me Cry | Ung Vincent       | Kortfilm    |
| 2005      | Batman Begins         | Little Boy        |             |
| 2007      | Shrooms               | Lonely Twin       |             |
| 2006–2008 | Killinaskully         | Pa Connors Jr.    | 4 avsnitt   |
| 2009      | A Shine of Rainbows   | Seamus            |             |
| 2010      | All Good Children     | Dara              |             |
| 2011–2014 | Game of Thrones       | Joffrey Baratheon | 25 avsnitt  |
| 2012      | Chat                  | Adam              | Kortfilm    |